# 1-氯戊烷
1-氯戊烷是化学式 C5H11Cl的氯代烃。

## 制备
1-氯戊烷可以由1-戊醇和盐酸反应而成。正戊烷和氯气的反应也能产生1-氯戊烷，但也会产生异构体2-氯戊烷和3-氯戊烷。

## 性质
1-氯戊烷是有甜味的挥发性无色液体，难溶于水。它的沸点是 107.8 °C。在氧气存在的高温或光照下，1-氯戊烷会分解，生成氯化氢、光气和戴奧辛。

## 用处
1-氯戊烷可用于溶剂、气相色谱法、土壤消毒和其它1-卤代戊烷的合成。它和氰化钠反应，生成己腈。